# Eudendrium californicum
Eudendrium californicum är en nässeldjursart som beskrevs av Torrey 1902. Eudendrium californicum ingår i släktet Eudendrium och familjen Eudendriidae. Inga underarter finns listade i Catalogue of Life.